# Ruisseau de la Tauge
Ruisseau de la Tauge – rzeka we Francji, przepływająca przez teren departamentu Tarn i Garonna. Ma długość 19,61 km. Stanowi lewy dopływ rzeki Aveyron.

## Geografia
Ruisseau de la Tauge swoje źródła ma w gminie Vaïssac. Początkowo płynie w kierunku zachodnim, jednak w pobliżu miejscowości Génébrières zmienia bieg na północno-zachodni aż do ujścia do rzeki Aveyron na terenie gminy Albias, nieopodal osady Gibelot. 
Ruisseau de la Tauge w całości płynie na terenie departamentu Tarn i Garonna, w tym na obszarze czterech gmin: Vaïssac (źródło), Génébrières, Saint-Étienne-de-Tulmont oraz Albias (ujście).

## Dopływy
Ruisseau de la Tauge ma cztery dopływy o długości powyżej 5 km: 
| - Ruisseau de l'Angle - Ruisseau du Tordre - Ruisseau de la Nauge - Ruisseau de Laujole |